# LaSexta2
laSexta2 va ser un canal de televisió que pertanyia a laSexta. Va començar a emetre l'1 d'octubre de 2010 i va cessar les emissions l'1 de maig de 2012, quan va ser substituït per Xplora. La seva oferta estava basada en un primer moment en cinema, sèries i reemissions del primer canal. El 4 de juliol de 2011 esdevingué un canal temàtic de telenovel·les], però 3 setmanes després va tornar a la planificació anterior. En aquest canal es varen poder veure programes com Sé lo que hicisteis... de 19:00 a 21:00, Buenafuente d'11:00 a 12:00 i laSexta Noticias una hora i mitja més tard que en el canal principal, a més de programes com Al Rojo Vivo o Buenafuente abans que a la cadena principal.
laSexta2 emetia en obert, de la mateixa manera que van fer Telehit i Hogar 10 anteriorment, com a segon canal del grup. L'empresa va estudiar anteriorment altres opcions de treball, com el projecte Q Digital.

## Programació
La programació de laSexta2 era complementària a la que oferia laSexta, i comptava amb diferents franges temàtiques en funció de l'horari. Així, els matins estaven copats per programes de cuina com Hoy cocinas tú, Salud a la carta o Las tentaciones de Eva i al migdia sèries còmiques com La tira o Qué vida más triste.
A més, el canal emetia redifusions dels seus programes de més èxit, com Sé lo que hicisteis, Buenafuente o El Intermedio, i dels seus informatius. També es varen emetre repeticions dels primers programes a la història del canal, com Planeta Finito o El aprendiz. El conseller delegat del grup, José Miguel Contreras, va assenyalar que l'oferta del canal es construiria a poc a poc, fins a configurar una programació definitiva.

## Història

### Projecte Q Digital
Amb motiu de l'ampliació de canals de la TDT el 2010, laSexta va estudiar incloure un canal en obert i un altre de pagament, que complementés l'oferta de Gol Televisión. El 10 d'agost de 2010 van començar les emissions en proves del canal amb el nom de laSexta2, emetent blocs promocionals.
Durant este temps, van aparèixer filtracions sobre el futur canal. Mitjans de comunicació especialitzats en televisió, van anunciar que el nou canal es diria Q Digital. Este canal havia de tenir una programació dividida per franges horàries per a adaptar-se en cada moment del dia a l'audiència més potencial, dirigint-se a dones, joves i adults. A més, hi hauria espais documentals i un prime time dedicat a la informació. Posteriorment, fonts oficials van afegir que també hi havia altres línies de treball i els continguts no estaven encara tancats.

### LaSexta2
El 27 de setembre de 2010, laSexta va confirmar mitjançant una nota de premsa que el nou canal es diria laSexta2, amb una programació que, en termes generals, era similar a la qual havia de tenir el canal Q Digital. El canal es va presentar com una oferta complementària a laSexta, i el seu horari de màxima audiència estava ocupat per cinema, en virtut de l'acord assolit entre laSexta i Warner Bros pel seu catàleg de pel·lícules.
El canal va començar les seves emissions regulars l'1 d'octubre de 2010 a les 8:00 del matí, amb el programa Hoy cocinas tú, presentat per Eva Arguiñano. laSexta2 es podia sintonitzar per TDT i també en els operadors de cable ONO i R.

## Audiències
| Any  | Gener | Febrer | Març | Abril | Maig | Juny | Juliol | Agost | Setembre | Octubre | Novembre | Desembre | Mitjana anual |
| ---- | ----- | ------ | ---- | ----- | ---- | ---- | ------ | ----- | -------- | ------- | -------- | -------- | ------------- |
| 2010 | —     | —      | —    | —     | —    | —    | —      | —     | —        | 0,3%    | 0,3%     | 0,4%     | 0,33%         |
| 2011 | 0,5%  | 0,5%   | 0,6% | 0,6%  | 0,6% | 0,6% | 0,4%   | 0,6%  | 0,5%     | 0,5%    | 0,5%     | 0,5%     | 0,53%         |
| 2012 | 0,5%  | 0,6%   | 0,6% | 0,6%  | —    | —    | —      | —     | —        | —       | —        | —        |               |